# Helianthemum cuatrecasasii
Helianthemum cuatrecasasii är en solvändeväxtart som beskrevs av Carlos Pau. Helianthemum cuatrecasasii ingår i släktet solvändor, och familjen solvändeväxter. Inga underarter finns listade i Catalogue of Life.